# Gudadur(M), Kushtagi
Gudadur(M) là một làng thuộc tehsil Kushtagi, huyện Koppal, bang Karnataka, Ấn Độ.